# 前490年代
| 千纪： | 前1千纪 |
| 世纪： | 前6世纪 \| 前5世纪 \| 前4世纪                                                                              |
| 年代： | 前520年代 \| 前510年代 \| 前500年代 \| 前490年代 \| 前480年代 \| 前470年代 \| 前460年代                    |
| 年份： | 前499年 \| 前498年 \| 前497年 \| 前496年 \| 前495年 \| 前494年 \| 前493年 \| 前492年 \| 前491年 \| 前490年 |

## 重要事件及趋势
- 前493年，雅典重要的港口，比雷埃夫斯建立
- 前490年，马拉松战役,希腊城邦击败波斯帝国，第一次希波战争结束，并留下了著名的马拉松赛跑